# Strange relations
Strange relations is een studioalbum van Karda Estra, de muziekgroep rondom Richard Wileman. Het is grotendeels opgenomen in zijn geluidsstudio The Twenty Frist. Paul Sears nam zijn muziek echter op in zijn eigen Garage Mahal in Arizona.
De nummers Strange relations verwijzen naar het oeuvre van sciencefictionschrijver Philip José Farmer. Yilla is gebaseerd op een Marsverhaal van Ray Bradbury. The wanton subtlety of Monna Tessa verwijst naar het verhaal Dag zeven, verhaal één uit de Decamerone van Giovanni Boccaccio. Die laatste werd opgenomen als bijdrage voor een thema-album The decameron part 2 uit 2013 en is dus een jaar eerder opgenomen dan de rest.

## Musici
- Richard Wileman – alle muziekinstrumenten

Behalve
- Caron de Burgh – hobo (track 4,5,8), althobo (track 4,8)
- Amy Fry – klarinet (4,7,8), saxofoon (4,5,7)
- Mike Ostime – trompet (2)
- Paul Sears – slagwerk (1,2,3,4,5,6), percussie (6)
- Kavus Torabi – elektrische gitaar (2)
- Ileesha Wileman – zang (5,8)

## Muziek
| Nr. | Titel                                        | Duur |
| --- | -------------------------------------------- | ---- |
| 1.  | Strange relations 1 (Wileman, Sears)         | 4:32 |
| 2.  | Strange relations 2 (Wileman, Sears, Torabi) | 5:27 |
| 3.  | Strange relations 3 (Wileman, Sears)         | 9:15 |
| 4.  | Strange relations 4 (Wileman, Sears)         | 6:47 |
| 5.  | Strange relations 5 (Wileman, Sears)         | 9:10 |
| 6.  | Strange relations 6 (Wileman, Sears)         | 5:27 |
| 7.  | Ylla (Wileman)                               | 4:45 |
| 8.  | The wanton subtlety of Monna Tessa (Wileman) | 7:40 |